# Al Svenningson
Allen R. „Al“ Svenningson ist ein US-amerikanischer Basketballtrainer.

## Leben
Der aus Winona im US-Bundesstaat Minnesota stammende Svenningson besuchte die Winona High School und anschließend die Winona State University. Als Basketballspieler von Winona State erzielte er in 68 Einsätzen einen Punkteschnitt von 23,5 pro Begegnung.
Er trainierte von 1959 bis 1967 die Basketballmannschaft des Wayne State College in Nebraska. In dieser Zeit führte er die Mannschaft zu 121 Siegen (bei 73 Niederlagen). Nach seinem Abschied von Wayne State trainierte er von 1967 bis 1985 die Basketballer der University of Alaska Fairbanks. Unter seiner Leitung gewannen die „Nanooks“ insgesamt 245 Spiele.
Im Spieljahr 1989/1990 trainierte er zeitweilig den deutschen Bundesligisten Steiner Bayreuth, nachdem Lester Habegger aus gesundheitlichen Gründen passen musste. In dieser Zeit trug Svenningson zur Bayreuther Erfolgsserie von 20 Bundesliga-Siegen in Folge bei.
1985 wurde Svenningson in die „Hall of Fame“ der Winona State University, 2008 des Wayne State College und 2015 der University of Alaska Fairbanks aufgenommen.